# Viktor Pečovský
Viktor Pečovský (Brezno, 24 de maio de 1983) é um futebolista profissional eslovaco que atua como meia, atualmente defende o MŠK Žilina.

## Carreira
Viktor Pečovský fez parte do elenco da Seleção Eslovaca de Futebol da Eurocopa de 2016.